# Davorin Dolar
Davorin Dolar (ur. 1921, zm. 2005) – słoweński chemik z Uniwersytetu w Lublanie. Członek Słoweńskiej Akademii Nauki i Sztuki.